# Littoral Combat Ship

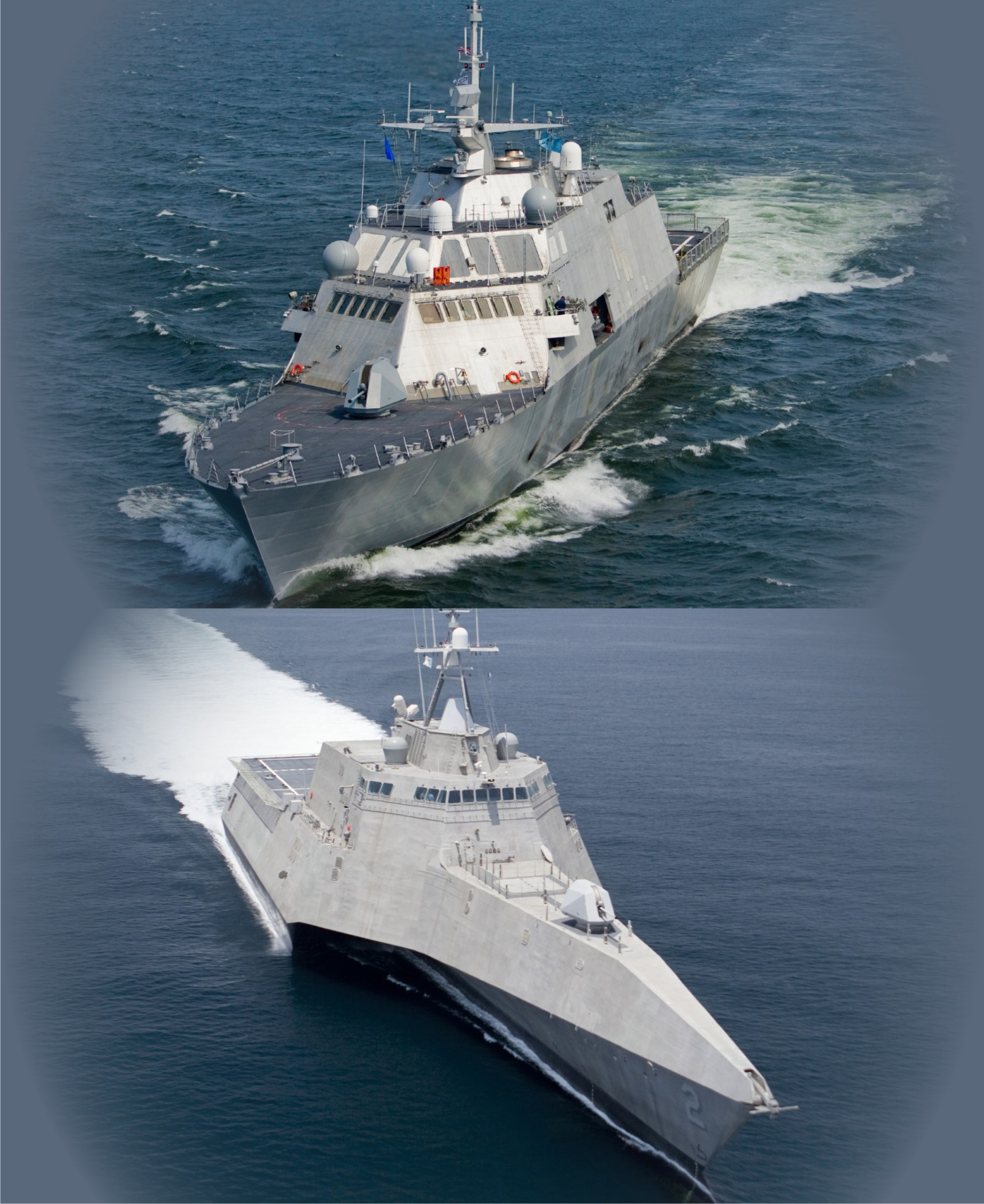
USS "Freedom" (LCS-1) i USS "Independence" (LCS-2)

Littoral Combat Ship (pol. okręt walki przybrzeżnej) – amerykański program i seria stosunkowo niewielkich oraz relatywnie tanich okrętów walki przybrzeżnej (wody przybrzeżne), których zastosowanie bojowe opiera się na wykorzystaniu przystosowanych do konkretnych rodzajów misji modułowych pakietów wyposażenia "plug-and-fight". Sam zaś okręt niewyposażony w moduły, nazywany jest jedynie "Sea frame" - okrętem szkieletowym.
Program LCS został ogłoszony 1 listopada 2001 roku, kiedy US Navy rozpoczęło nowy program okrętów nawodnych przyszłości - "Future Surface Combatant Program" Program zakładał dostarczenie Marynarce całkowicie nowych generacji wszystkich klas okrętów nawodnych, w tym:
- krążowniki typu CG(X) dla celów obrony powietrznej i antybalistycznej;
- niszczyciele typu DDG(X) przemianowane następnie na DDG-1000 do precyzyjnych uderzeń dalekiego zasięgu i walki morskiej
- małe okręty Littoral Combat Ship do zwalczania okrętów podwodnych, małych jednostek nawodnych, min, oraz operacji przeciwko siłom nabrzeżnym.

Marynarka Wojenna Stanów Zjednoczonych planowała pierwotnie budowę 55 okrętów LCS, w tym sześciu okrętów pierwszej generacji - Flight 0. Z uwagi jednak na przekroczenie planowanych kosztów budowy jednostek prototypowych "Freedom" (LCS-1) oraz "Independence" (LCS-2), postanowiono zrezygnować z budowy pozostałych jednostek tej generacji (LCS-3 do LCS-6), restrukturyzując w roku 2007 cały program i rozpoczynając program kolejnej generacji Flight 1. W ramach zrestrukturyzowanego programu, Kongres Stanów Zjednoczonych przyznał środki finansowe na rozpoczęcie programu jednego okrętu w roku 2008 oraz dwóch okrętów w roku 2009. Nowe okręty Flight 1 będą numerowane od LCS-5.
W styczniu 2015 roku USN poinformowała, że okręty przyszłych serii zostaną przemianowane na fregaty (FF, Fast Frigate), osiemnaście zaplanowanych jednostek otrzymało symbol LCS.
W grudniu 2019 roku podjęto decyzję o łącznej budowie 38 przybrzeżnych okrętów bojowych, w tym 16 okrętów klasy Freedom i 19 okrętów klasy Independence.
W polskim piśmiennictwie zwraca się uwagę, że okręty klasy LCS w istocie stanowią odpowiedniki korwet.
| Lista okrętów LCS | Lista okrętów LCS            | Lista okrętów LCS | Lista okrętów LCS    | Lista okrętów LCS   | Lista okrętów LCS |
| Numer             | Nazwa                        | Typ               | Wejście do służby    | Wycofanie ze służby | Uwagi             |
| ----------------- | ---------------------------- | ----------------- | -------------------- | ------------------- | ----------------- |
| LCS-1             | USS „Freedom”                | Freedom           | 8 października 2008  | 29 lipca 2021       |                   |
| LCS-2             | USS „Independence”           | Independence      | 16 października 2010 |                     |                   |
| LCS-3             | USS „Fort Worth”             | Freedom           | 22 września 2012     |                     |                   |
| LCS-4             | USS „Coronado”               | Independence      | 5 kwietnia 2014      |                     |                   |
| LCS-5             | USS „Milwaukee”              | Freedom           | 15 listopada 2015    |                     |                   |
| LCS-6             | USS „Jackson”                | Independence      | 5 grudnia 2015       |                     |                   |
| LCS-7             | USS „Detroit”                | Freedom           | 22 października 2016 |                     |                   |
| LCS-8             | USS „Montgomery”             | Independence      | 10 września 2016     |                     |                   |
| LCS-9             | USS „Little Rock”            | Freedom           | 16 grudzień 2017     |                     |                   |
| LCS-10            | USS „Gabrielle Giffords”     | Independence      | 10 czerwca 2017      |                     |                   |
| LCS-11            | USS „Sioux City”             | Freedom           | 17 listopada 2018    |                     |                   |
| LCS-12            | USS „Omaha”                  | Independence      | 3 lutego 2018        |                     |                   |
| LCS-13            | USS „Wichita”                | Freedom           | 12 stycznia 2019     |                     |                   |
| LCS-14            | USS „Manchester”             | Independence      | 26 maja 2018         |                     |                   |
| LCS-15            | USS „Billings”               | Freedom           | 3 sierpnia 2019      |                     |                   |
| LCS-16            | USS „Tulsa”                  | Independence      | 16 lutego 2019       |                     |                   |
| LCS-17            | USS „Indianapolis”           | Freedom           | 26 października 2019 |                     |                   |
| LCS-18            | USS „Charleston”             | Independence      | 2 marca 2019         |                     |                   |
| LCS-19            | USS „St. Louis”              | Freedom           | 8 sierpnia 2020      |                     |                   |
| LCS-20            | USS „Cincinnati”             | Independence      | 5 października 2019  |                     |                   |
| LCS-21            | USS „Minneapolis-Saint Paul” | Freedom           |                      |                     |                   |
| LCS-22            | USS „Kansas City”            | Independence      | 20 czerwca 2020      |                     | [ 8 ]             |
| LCS-23            | USS „Cooperstown”            | Freedom           |                      |                     |                   |
| LCS-24            | USS „Oakland”                | Independence      |                      |                     |                   |
| LCS-25            | USS „Marinette”              | Freedom           |                      |                     |                   |
| LCS-26            | USS „Mobile”                 | Independence      |                      |                     |                   |
| LCS-27            | USS „Nantucket”              | Freedom           |                      |                     |                   |
| LCS-28            | USS „Savannah”               | Independence      |                      |                     |                   |
| LCS-29            | USS „Beloit”                 | Freedom           |                      |                     |                   |
| LCS-30            | USS „Canberra”               | Independence      |                      |                     |                   |
| LCS-31            | USS „Cleveland”              | Freedom           |                      |                     |                   |
| LCS-32            | USS „Santa Barbara”          | Independence      |                      |                     |                   |
| LCS-34            | USS „Augusta”                | Independence      |                      |                     |                   |
| LCS-36            | USS „Kingsville”             | Independence      |                      |                     |                   |
| LCS-38            | USS „Pierre”                 | Independence      |                      |                     |                   |